# Spořice (výhybna)
Spořice (nebo též Výh Spořice) byly výhybna, která ležela v km 121,500 železniční trati Praha–Chomutov a odbočovala z ní spojka do odbočky Dubina. Výhybna byla zprovozněna v roce 1961. Provoz výhybny byl ukončen 16. března 2007, v následujících dnech byla provedena likvidace výhybny. Původní trať přes Spořice ustoupila těžbě hnědého uhlí a byla nahrazena přeložkou trati přes Březenský tunel a Droužkovice. Výhybna se nacházela jižně od obce Spořice, na jejímž katastru rovněž ležela.

## Popis výhybny
Výhybna byla vybavena reléovým zabezpečovacím zařízením, které byl ovládáno výpravčím z řídicího panelu dopravní kanceláře výhybny. Zabezpečovací zařízení neumožňovalo posun, ten se ve výhybně neprováděl. Ve výhybně byly dvě dopravní koleje (č. 1 a 3), obě s užitečnou délkou 681 m. Výhybna byla osazena celkem sedmi výhybkami, všechny byly zapojeny do zabezpečovacího zařízení, byly opatřeny elektromotorickými přestavníky, ale neměly ohřev. Výhybna byla kryta třemi vjezdovými návěstidly: L od Března u Chomutova, S od Chomutova a DS od odbočky Dubina. Provoz vlaků v přílehlých traťových úsecích byla zabezpečena traťovým zabezpečovacím zařízením 2. kategorie: z/do Chomutova a Dubiny byl traťový souhlas s izolovanou kolejnicí, z/do Března u Chomutova pak reléový poloautomatický blok.